# Classique de Saint-Sébastien 2021
La Classique de Saint-Sébastien 2021 est la 40e édition de cette course cycliste masculine sur route. Elle a lieu le 31 juillet 2021 au Pays basque, en Espagne, et fait partie du calendrier UCI World Tour 2021.

## Présentation

### Équipes
La Classique de Saint-Sébastien fait partie du calendrier de l'UCI World Tour, les dix-neuf « World Teams » y participent. Quatre équipes continentales professionnelles sont invitées.
| WorldTeams (19)- AG2R Citroën Team - Astana-Premier Tech - Bahrain Victorious - Bora-Hansgrohe - Cofidis - Deceuninck-Quick Step - EF Education-Nippo - Groupama-FDJ - Ineos Grenadiers - Intermarché-Wanty-Gobert Matériaux - Israel Start-Up Nation - Jumbo-Visma - Lotto Soudal - Movistar Team - Team BikeExchange - Team DSM - Qhubeka NextHash - Trek-Segafredo - UAE Team Emirates ProTeams (7)- Alpecin-Fenix - Arkéa-Samsic - TotalEnergies - Euskaltel-Euskadi - Caja Rural-Seguros RGA - Equipo Kern Pharma - Burgos-BH |
| |

## Déroulement de la course
La pluie s’avère omniprésente alors que l’épreuve se déroule généralement sous une forte chaleur. Les coureurs se montrent prudents en début de course et ce n’est qu’à 150 kilomètres de l’arrivée que se forme l’échappée du jour. Il s’agit d’un groupe de seize coureurs. Parmi eux s’illustre Simon Carr, qui part en solitaire. Dans le peloton, il ne se passe pas grand-chose. Les favoris semblent craindre la chute sur les routes mouillées et n’essaient pas de prendre des risques. Ce n’est donc qu’à 25 kilomètres de l’arrivée qu’un groupe d’outsiders (Matej Mohoric, Neilson Powless, Mikkel Honoré, Lorenzo Rota) se détache, à l’initiative de Mohoric. Ils rattrapent rapidement Carr et le distancent. Les quatre hommes arrivent ensemble au sommet de la dernière ascension du jour. Dans le début de la descente, une chute amène Rota et Honoré au sol. Ce dernier rattrape Powless et Mohoric peu avant le sprint final. Mohoric et Honoré ont la réputation d’avoir une bonne pointe de vitesse. C’est pourtant Powless qui s’impose, de très peu, devant Mohoric. Honoré complète donc le podium.

## Classement final
| \| Classement général \| Classement général \| Classement général \| Classement général \| Classement général \| \| Coureur \| Coureur \| Pays \| Équipe \| Temps \| \| ------------------ \| -------------------- \| ------------------ \| ---------------------------------- \| ------------------ \| \| 1er \| Neilson Powless \| États-Unis \| EF Education-Nippo \| 5 h 34 min 31 s \| \| 2e \| Matej Mohorič \| Slovénie \| Bahrain Victorious \| + 0 s \| \| 3e \| Mikkel Honoré \| Danemark \| Deceuninck-Quick Step \| + 0 s \| \| 4e \| Lorenzo Rota \| Italie \| Intermarché-Wanty-Gobert Matériaux \| + 30 s \| \| 5e \| Alessandro Covi \| Italie \| UAE Team Emirates \| + 1 min 04 s \| \| 6e \| Julian Alaphilippe \| France \| Deceuninck-Quick Step \| + 1 min 04 s \| \| 7e \| Odd Christian Eiking \| Norvège \| Intermarché-Wanty-Gobert Matériaux \| + 1 min 04 s \| \| 8e \| Jonas Vingegaard \| Danemark \| Jumbo-Visma \| + 1 min 04 s \| \| 9e \| Gianni Moscon \| Italie \| Ineos Grenadiers \| + 1 min 04 s \| \| 10e \| Bauke Mollema \| Pays-Bas \| Trek-Segafredo \| + 1 min 04 s \| \| 11e \| Gonzalo Serrano \| Espagne \| Movistar Team \| + 1 min 04 s \| \| 12e \| Maxim Van Gils \| Belgique \| Lotto-Soudal \| + 1 min 04 s \| \| 13e \| Mark Padun \| Ukraine \| Bahrain Victorious \| + 1 min 04 s \| \| 14e \| Giulio Ciccone \| Italie \| Trek-Segafredo \| + 1 min 04 s \| \| 15e \| Simon Carr \| Royaume-Uni \| EF Education-Nippo \| + 1 min 08 s \| \| 16e \| Egan Bernal \| Colombie \| Ineos Grenadiers \| + 1 min 09 s \| \| 17e \| Diego Ulissi \| Italie \| UAE Team Emirates \| + 1 min 36 s \| \| 18e \| Juan Ayuso \| Espagne \| UAE Team Emirates \| + 1 min 36 s \| \| 19e \| Ruben Guerreiro \| Portugal \| EF Education-Nippo \| + 1 min 36 s \| \| 20e \| Gorka Izagirre \| Espagne \| Astana-Premier Tech \| + 1 min 36 s \| |                      |             |                                    |                 |
| |                      |             |                                    |                 |
| Source : ProCyclingStats |                      |             |                                    |                 |
| Classement général |                      |             |                                    |                 |
| Coureur | Coureur              | Pays        | Équipe                             | Temps           |
| 1er | Neilson Powless      | États-Unis  | EF Education-Nippo                 | 5 h 34 min 31 s |
| 2e | Matej Mohorič        | Slovénie    | Bahrain Victorious                 | + 0 s           |
| 3e | Mikkel Honoré        | Danemark    | Deceuninck-Quick Step              | + 0 s           |
| 4e | Lorenzo Rota         | Italie      | Intermarché-Wanty-Gobert Matériaux | + 30 s          |
| 5e | Alessandro Covi      | Italie      | UAE Team Emirates                  | + 1 min 04 s    |
| 6e | Julian Alaphilippe   | France      | Deceuninck-Quick Step              | + 1 min 04 s    |
| 7e | Odd Christian Eiking | Norvège     | Intermarché-Wanty-Gobert Matériaux | + 1 min 04 s    |
| 8e | Jonas Vingegaard     | Danemark    | Jumbo-Visma                        | + 1 min 04 s    |
| 9e | Gianni Moscon        | Italie      | Ineos Grenadiers                   | + 1 min 04 s    |
| 10e | Bauke Mollema        | Pays-Bas    | Trek-Segafredo                     | + 1 min 04 s    |
| 11e | Gonzalo Serrano      | Espagne     | Movistar Team                      | + 1 min 04 s    |
| 12e | Maxim Van Gils       | Belgique    | Lotto-Soudal                       | + 1 min 04 s    |
| 13e | Mark Padun           | Ukraine     | Bahrain Victorious                 | + 1 min 04 s    |
| 14e | Giulio Ciccone       | Italie      | Trek-Segafredo                     | + 1 min 04 s    |
| 15e | Simon Carr           | Royaume-Uni | EF Education-Nippo                 | + 1 min 08 s    |
| 16e | Egan Bernal          | Colombie    | Ineos Grenadiers                   | + 1 min 09 s    |
| 17e | Diego Ulissi         | Italie      | UAE Team Emirates                  | + 1 min 36 s    |
| 18e | Juan Ayuso           | Espagne     | UAE Team Emirates                  | + 1 min 36 s    |
| 19e | Ruben Guerreiro      | Portugal    | EF Education-Nippo                 | + 1 min 36 s    |
| 20e | Gorka Izagirre       | Espagne     | Astana-Premier Tech                | + 1 min 36 s    |

## Liste des participants
| Deceuninck-Quick Step DQT | Deceuninck-Quick Step DQT        | Deceuninck-Quick Step DQT |
| ------------------------- | -------------------------------- | ------------------------- |
| Num                       | Coureur                          | Pos                       |
| 1                         | Julian Alaphilippe (FRA) (route) | 6e                        |
| 2                         | Mattia Cattaneo (ITA)            | AB                        |
| 3                         | Josef Černý (CZE)                | AB                        |
| 4                         | Dries Devenyns (BEL)             | 33e                       |
| 5                         | Mikkel Honoré (DEN)              | 3e                        |
| 6                         | James Knox (GBR)                 | 30e                       |
| 7                         | Zdeněk Štybar (CZE)              | AB                        |

| AG2R Citroën Team ACT | AG2R Citroën Team ACT   | AG2R Citroën Team ACT |
| --------------------- | ----------------------- | --------------------- |
| Num                   | Coureur                 | Pos                   |
| 11                    | François Bidard (FRA)   | AB                    |
| 12                    | Geoffrey Bouchard (FRA) | 28e                   |
| 13                    | Lilian Calmejane (FRA)  | AB                    |
| 14                    | Mikaël Cherel (FRA)     | AB                    |
| 15                    | Jaakko Hänninen (FIN)   | 49e                   |
| 16                    | Damien Touzé (FRA)      | AB                    |
| 17                    | Lawrence Warbasse (USA) | 60e                   |

| UAE Team Emirates UAD | UAE Team Emirates UAD       | UAE Team Emirates UAD |
| --------------------- | --------------------------- | --------------------- |
| Num                   | Coureur                     | Pos                   |
| 21                    | Juan Ayuso (ESP)            | 18e                   |
| 22                    | Valerio Conti (ITA)         | AB                    |
| 23                    | Alessandro Covi (ITA)       | 5e                    |
| 24                    | David de la Cruz (ESP)      | 51e                   |
| 25                    | Aleksandr Riabushenko (BLR) | AB                    |
| 26                    | Matteo Trentin (ITA)        | AB                    |
| 27                    | Diego Ulissi (ITA)          | 17e                   |

| Astana-Premier Tech APT | Astana-Premier Tech APT            | Astana-Premier Tech APT |
| ----------------------- | ---------------------------------- | ----------------------- |
| Num                     | Coureur                            | Pos                     |
| 31                      | Luis León Sánchez (ESP)            | 46e                     |
| 32                      | Gorka Izagirre (ESP)               | 20e                     |
| 33                      | Yevgeniy Fedorov (KAZ) (route)     | 91e                     |
| 34                      | Yuriy Natarov (KAZ)                | 92e                     |
| 35                      | Óscar Rodríguez Garaicoechea (ESP) | 55e                     |
| 36                      | Javier Romo (ESP)                  | 95e                     |
| 37                      | Nikita Stalnow (KAZ)               | AB                      |

| Trek-Segafredo TFS | Trek-Segafredo TFS       | Trek-Segafredo TFS |
| ------------------ | ------------------------ | ------------------ |
| Num                | Coureur                  | Pos                |
| 41                 | Gianluca Brambilla (ITA) | 31e                |
| 42                 | Giulio Ciccone (ITA)     | 14e                |
| 43                 | Alexander Kamp (DEN)     | AB                 |
| 44                 | Juan Pedro López (ESP)   | 32e                |
| 45                 | Bauke Mollema (NED)      | 10e                |
| 46                 | Antonio Nibali (ITA)     | AB                 |
| 47                 | Charlie Quarterman (GBR) | AB                 |

| Bora-Hansgrohe BOH | Bora-Hansgrohe BOH     | Bora-Hansgrohe BOH |
| ------------------ | ---------------------- | ------------------ |
| Num                | Coureur                | Pos                |
| 51                 | Giovanni Aleotti (ITA) | AB                 |
| 52                 | Cesare Benedetti (ITA) | 75e                |
| 53                 | Matteo Fabbro (ITA)    | AB                 |
| 54                 | Patrick Gamper (AUT)   | AB                 |
| 55                 | Wilco Kelderman (NED)  | AB                 |
| 56                 | Patrick Konrad (AUT)   | AB                 |
| 57                 | Ide Schelling (NED)    | AB                 |

| Movistar Team MOV | Movistar Team MOV        | Movistar Team MOV |
| ----------------- | ------------------------ | ----------------- |
| Num               | Coureur                  | Pos               |
| 61                | Héctor Carretero (ESP)   | 35e               |
| 62                | Johan Jacobs (SUI)       | AB                |
| 63                | Matteo Jorgenson (USA)   | 65e               |
| 64                | José Joaquín Rojas (ESP) | 61e               |
| 65                | Einer Rubio (COL)        | 78e               |
| 66                | Sergio Samitier (ESP)    | 64e               |
| 67                | Gonzalo Serrano (ESP)    | 11e               |

| Israel Start-Up Nation ISN | Israel Start-Up Nation ISN | Israel Start-Up Nation ISN |
| -------------------------- | -------------------------- | -------------------------- |
| Num                        | Coureur                    | Pos                        |
| 71                         | Sebastian Berwick (AUS)    | 82e                        |
| 72                         | Alexander Cataford (CAN)   | 76e                        |
| 73                         | Alessandro De Marchi (ITA) | AB                         |
| 74                         | Omer Goldstein (ISR)       | AB                         |
| 75                         | Ben Hermans (BEL)          | 29e                        |
| 76                         | Reto Hollenstein (SUI)     | 93e                        |
| 77                         | Guy Niv (ISR)              | AB                         |

| Groupama-FDJ GFC | Groupama-FDJ GFC            | Groupama-FDJ GFC |
| ---------------- | --------------------------- | ---------------- |
| Num              | Coureur                     | Pos              |
| 81               | Alexys Brunel (FRA)         | AB               |
| 82               | Clément Davy (FRA)          | AB               |
| 83               | Matthieu Ladagnous (FRA)    | AB               |
| 84               | Sébastien Reichenbach (SUI) | 98e              |
| 85               | Anthony Roux (FRA)          | 58e              |
| 86               | Romain Seigle (FRA)         | 38e              |
| 87               | Lars van den Berg (NED)     | 77e              |

| EF Education-Nippo EFN | EF Education-Nippo EFN | EF Education-Nippo EFN |
| ---------------------- | ---------------------- | ---------------------- |
| Num                    | Coureur                | Pos                    |
| 91                     | William Barta (USA)    | 68e                    |
| 92                     | Jonathan Caicedo (ECU) | AB                     |
| 93                     | Simon Carr (GBR)       | 15e                    |
| 94                     | Julien El Fares (FRA)  | AB                     |
| 95                     | Ruben Guerreiro (POR)  | 19e                    |
| 96                     | Jens Keukeleire (BEL)  | 80e                    |
| 97                     | Neilson Powless (USA)  | 1er                    |

| Ineos Grenadiers IGD | Ineos Grenadiers IGD   | Ineos Grenadiers IGD |
| -------------------- | ---------------------- | -------------------- |
| Num                  | Coureur                | Pos                  |
| 101                  | Egan Bernal (COL)      | 16e                  |
| 102                  | Andrey Amador (CRC)    | AB                   |
| 103                  | Carlos Rodríguez (ESP) | 54e                  |
| 104                  | Daniel Martínez (COL)  | AB                   |
| 105                  | Gianni Moscon (ITA)    | 9e                   |
| 106                  | Adam Yates (GBR)       | 27e                  |
| 107                  | Salvatore Puccio (ITA) | AB                   |

| TotalEnergies TDE | TotalEnergies TDE        | TotalEnergies TDE |
| ----------------- | ------------------------ | ----------------- |
| Num               | Coureur                  | Pos               |
| 111               | Jérémy Cabot (FRA)       | AB                |
| 112               | Víctor de la Parte (ESP) | 70e               |
| 113               | Valentin Ferron (FRA)    | 94e               |
| 114               | Marlon Gaillard (FRA)    | AB                |
| 115               | Fabien Grellier (FRA)    | AB                |
| 116               | Florian Maitre (FRA)     | AB                |
| 117               | Julien Simon (FRA)       | AB                |

| Bahrain Victorious TBV | Bahrain Victorious TBV      | Bahrain Victorious TBV |
| ---------------------- | --------------------------- | ---------------------- |
| Num                    | Coureur                     | Pos                    |
| 121                    | Santiago Buitrago (COL)     | 71e                    |
| 122                    | Mikel Landa (ESP)           | 34e                    |
| 123                    | Kevin Inkelaar (NED)        | AB                     |
| 124                    | Domen Novak (SLO)           | AB                     |
| 125                    | Mark Padun (UKR)            | 13e                    |
| 126                    | Matej Mohorič (SLO) (route) | 2e                     |
| 127                    | Stephen Williams (GBR)      | 53e                    |

| Qhubeka NextHash TQA | Qhubeka NextHash TQA    | Qhubeka NextHash TQA |
| -------------------- | ----------------------- | -------------------- |
| Num                  | Coureur                 | Pos                  |
| 131                  | Sander Armée (BEL)      | AB                   |
| 132                  | Carlos Barbero (ESP)    | AB                   |
| 133                  | Kilian Frankiny (SUI)   | 87e                  |
| 134                  | Bert-Jan Lindeman (NED) | AB                   |
| 135                  | Robert Power (AUS)      | AB                   |
| 136                  | Dylan Sunderland (AUS)  | AB                   |
| 137                  | Emil Vinjebo (DEN)      | 69e                  |

| BikeExchange BEX | BikeExchange BEX      | BikeExchange BEX |
| ---------------- | --------------------- | ---------------- |
| Num              | Coureur               | Pos              |
| 141              | Andrey Zeits (KAZ)    | 25e              |
| 142              | Kevin Colleoni (ITA)  | 72e              |
| 143              | Tsgabu Grmay (ETH)    | AB               |
| 144              | Mikel Nieve (ESP)     | 52e              |
| 145              | Nick Schultz (AUS)    | 47e              |
| 146              | Robert Stannard (AUS) | 74e              |
| 147              | Simon Yates (GBR)     | 22e              |

| Jumbo-Visma TJV | Jumbo-Visma TJV            | Jumbo-Visma TJV |
| --------------- | -------------------------- | --------------- |
| Num             | Coureur                    | Pos             |
| 151             | Koen Bouwman (NED)         | 56e             |
| 152             | Chris Harper (AUS)         | 100e            |
| 153             | Lennard Hofstede (NED)     | 81e             |
| 154             | Nathan Van Hooydonck (BEL) | 97e             |
| 155             | Sam Oomen (NED)            | 24e             |
| 156             | Antwan Tolhoek (NED)       | 50e             |
| 157             | Jonas Vingegaard (DEN)     | 8e              |

| Cofidis COF | Cofidis COF               | Cofidis COF |
| ----------- | ------------------------- | ----------- |
| Num         | Coureur                   | Pos         |
| 161         | Rubén Fernández (ESP)     | 21e         |
| 162         | Fernando Barceló (ESP)    | 66e         |
| 163         | André Carvalho (POR)      | AB          |
| 164         | Nathan Haas (AUS)         | AB          |
| 165         | José Herrada (ESP)        | 57e         |
| 166         | Natnael Berhane (ERI)     | AB          |
| 167         | Pierre-Luc Périchon (FRA) | 48e         |

| Caja Rural-Seguros RGA CJR | Caja Rural-Seguros RGA CJR | Caja Rural-Seguros RGA CJR |
| -------------------------- | -------------------------- | -------------------------- |
| Num                        | Coureur                    | Pos                        |
| 171                        | Jonathan Lastra (ESP)      | 99e                        |
| 172                        | Julen Amézqueta (ESP)      | 40e                        |
| 173                        | Aritz Bagües (ESP)         | AB                         |
| 174                        | Jon Irisarri (ESP)         | AB                         |
| 175                        | Jokin Murguialday (ESP)    | 96e                        |
| 176                        | Oier Lazkano (ESP)         | 83e                        |
| 177                        | Jon Barrenetxea (ESP)      | AB                         |

| Euskaltel-Euskadi EUS | Euskaltel-Euskadi EUS       | Euskaltel-Euskadi EUS |
| --------------------- | --------------------------- | --------------------- |
| Num                   | Coureur                     | Pos                   |
| 181                   | Mikel Bizkarra (ESP)        | AB                    |
| 182                   | Mikel Iturria (ESP)         | AB                    |
| 183                   | Gotzon Martín (ESP)         | 79e                   |
| 184                   | Joan Bou (ESP)              | AB                    |
| 185                   | Ibai Azurmendi (ESP)        | 67e                   |
| 186                   | Luis Ángel Maté (ESP)       | 84e                   |
| 187                   | Xabier Mikel Azparren (ESP) | AB                    |

| Intermarché-Wanty-Gobert Matériaux IWG | Intermarché-Wanty-Gobert Matériaux IWG | Intermarché-Wanty-Gobert Matériaux IWG |
| -------------------------------------- | -------------------------------------- | -------------------------------------- |
| Num                                    | Coureur                                | Pos                                    |
| 191                                    | Jan Bakelants (BEL)                    | 37e                                    |
| 192                                    | Odd Christian Eiking (NOR)             | 7e                                     |
| 193                                    | Quinten Hermans (BEL)                  | 73e                                    |
| 194                                    | Simone Petilli (ITA)                   | 43e                                    |
| 195                                    | Lorenzo Rota (ITA)                     | 4e                                     |
| 196                                    | Kévin Van Melsen (BEL)                 | AB                                     |
| 197                                    | Jonas Koch (GER)                       | AB                                     |

| Team DSM DSM | Team DSM DSM          | Team DSM DSM |
| ------------ | --------------------- | ------------ |
| Num          | Coureur               | Pos          |
| 201          | Romain Combaud (FRA)  | AB           |
| 202          | Chad Haga (USA)       | AB           |
| 203          | Chris Hamilton (AUS)  | 23e          |
| 204          | Jai Hindley (AUS)     | 26e          |
| 205          | Nicolas Roche (IRL)   | AB           |
| 206          | Kevin Vermaerke (USA) | 90e          |
| 207          | Ilan Van Wilder (BEL) | AB           |

| Burgos-BH BBH | Burgos-BH BBH            | Burgos-BH BBH |
| ------------- | ------------------------ | ------------- |
| Num           | Coureur                  | Pos           |
| 211           | Victor Langellotti (MON) | 85e           |
| 212           | Daniel Navarro (ESP)     | AB            |
| 213           | Willie Smit (RSA)        | AB            |
| 214           | Alex Molenaar (NED)      | AB            |
| 215           | Óscar Cabedo (ESP)       | AB            |
| 216           | Ángel Madrazo (ESP)      | 59e           |
| 217           | Pelayo Sánchez (ESP)     | AB            |

| Lotto-Soudal LTS | Lotto-Soudal LTS         | Lotto-Soudal LTS |
| ---------------- | ------------------------ | ---------------- |
| Num              | Coureur                  | Pos              |
| 221              | Filippo Conca (ITA)      | AB               |
| 222              | Kobe Goossens (BEL)      | 42e              |
| 223              | Stefano Oldani (ITA)     | 36e              |
| 224              | Harry Sweeny (AUS)       | 39e              |
| 225              | Maxim Van Gils (BEL)     | 12e              |
| 226              | Matthew Holmes (GBR)     | AB               |
| 227              | Xandres Vervloesem (BEL) | AB               |

| Arkéa-Samsic ARK | Arkéa-Samsic ARK     | Arkéa-Samsic ARK |
| ---------------- | -------------------- | ---------------- |
| Num              | Coureur              | Pos              |
| 231              | Winner Anacona (COL) | 88e              |
| 232              | Warren Barguil (FRA) | 44e              |
| 233              | Miguel Flórez (COL)  | AB               |
| 234              | Matîs Louvel (FRA)   | AB               |
| 235              | Alan Riou (FRA)      | AB               |
| 236              | Diego Rosa (ITA)     | 86e              |
| 237              | Romain Hardy (FRA)   | 89e              |

| Equipo Kern Pharma EKP | Equipo Kern Pharma EKP   | Equipo Kern Pharma EKP |
| ---------------------- | ------------------------ | ---------------------- |
| Num                    | Coureur                  | Pos                    |
| 241                    | Raúl García Pierna (ESP) | AB                     |
| 242                    | Jon Agirre (ESP)         | 62e                    |
| 243                    | Savva Novikov (RUS)      | AB                     |
| 244                    | Urko Berrade (ESP)       | 45e                    |
| 245                    | Roger Adrià (ESP)        | 41e                    |
| 246                    | Jordi López (ESP)        | AB                     |
| 247                    | José Félix Parra (ESP)   | 63e                    |

| Deceuninck-Quick Step DQT | Deceuninck-Quick Step DQT        | Deceuninck-Quick Step DQT |
| ------------------------- | -------------------------------- | ------------------------- |
| Num                       | Coureur                          | Pos                       |
| 1                         | Julian Alaphilippe (FRA) (route) | 6e                        |
| 2                         | Mattia Cattaneo (ITA)            | AB                        |
| 3                         | Josef Černý (CZE)                | AB                        |
| 4                         | Dries Devenyns (BEL)             | 33e                       |
| 5                         | Mikkel Honoré (DEN)              | 3e                        |
| 6                         | James Knox (GBR)                 | 30e                       |
| 7                         | Zdeněk Štybar (CZE)              | AB                        |

| AG2R Citroën Team ACT | AG2R Citroën Team ACT   | AG2R Citroën Team ACT |
| --------------------- | ----------------------- | --------------------- |
| Num                   | Coureur                 | Pos                   |
| 11                    | François Bidard (FRA)   | AB                    |
| 12                    | Geoffrey Bouchard (FRA) | 28e                   |
| 13                    | Lilian Calmejane (FRA)  | AB                    |
| 14                    | Mikaël Cherel (FRA)     | AB                    |
| 15                    | Jaakko Hänninen (FIN)   | 49e                   |
| 16                    | Damien Touzé (FRA)      | AB                    |
| 17                    | Lawrence Warbasse (USA) | 60e                   |

| UAE Team Emirates UAD | UAE Team Emirates UAD       | UAE Team Emirates UAD |
| --------------------- | --------------------------- | --------------------- |
| Num                   | Coureur                     | Pos                   |
| 21                    | Juan Ayuso (ESP)            | 18e                   |
| 22                    | Valerio Conti (ITA)         | AB                    |
| 23                    | Alessandro Covi (ITA)       | 5e                    |
| 24                    | David de la Cruz (ESP)      | 51e                   |
| 25                    | Aleksandr Riabushenko (BLR) | AB                    |
| 26                    | Matteo Trentin (ITA)        | AB                    |
| 27                    | Diego Ulissi (ITA)          | 17e                   |

| Astana-Premier Tech APT | Astana-Premier Tech APT            | Astana-Premier Tech APT |
| ----------------------- | ---------------------------------- | ----------------------- |
| Num                     | Coureur                            | Pos                     |
| 31                      | Luis León Sánchez (ESP)            | 46e                     |
| 32                      | Gorka Izagirre (ESP)               | 20e                     |
| 33                      | Yevgeniy Fedorov (KAZ) (route)     | 91e                     |
| 34                      | Yuriy Natarov (KAZ)                | 92e                     |
| 35                      | Óscar Rodríguez Garaicoechea (ESP) | 55e                     |
| 36                      | Javier Romo (ESP)                  | 95e                     |
| 37                      | Nikita Stalnow (KAZ)               | AB                      |

| Trek-Segafredo TFS | Trek-Segafredo TFS       | Trek-Segafredo TFS |
| ------------------ | ------------------------ | ------------------ |
| Num                | Coureur                  | Pos                |
| 41                 | Gianluca Brambilla (ITA) | 31e                |
| 42                 | Giulio Ciccone (ITA)     | 14e                |
| 43                 | Alexander Kamp (DEN)     | AB                 |
| 44                 | Juan Pedro López (ESP)   | 32e                |
| 45                 | Bauke Mollema (NED)      | 10e                |
| 46                 | Antonio Nibali (ITA)     | AB                 |
| 47                 | Charlie Quarterman (GBR) | AB                 |

| Bora-Hansgrohe BOH | Bora-Hansgrohe BOH     | Bora-Hansgrohe BOH |
| ------------------ | ---------------------- | ------------------ |
| Num                | Coureur                | Pos                |
| 51                 | Giovanni Aleotti (ITA) | AB                 |
| 52                 | Cesare Benedetti (ITA) | 75e                |
| 53                 | Matteo Fabbro (ITA)    | AB                 |
| 54                 | Patrick Gamper (AUT)   | AB                 |
| 55                 | Wilco Kelderman (NED)  | AB                 |
| 56                 | Patrick Konrad (AUT)   | AB                 |
| 57                 | Ide Schelling (NED)    | AB                 |

| Movistar Team MOV | Movistar Team MOV        | Movistar Team MOV |
| ----------------- | ------------------------ | ----------------- |
| Num               | Coureur                  | Pos               |
| 61                | Héctor Carretero (ESP)   | 35e               |
| 62                | Johan Jacobs (SUI)       | AB                |
| 63                | Matteo Jorgenson (USA)   | 65e               |
| 64                | José Joaquín Rojas (ESP) | 61e               |
| 65                | Einer Rubio (COL)        | 78e               |
| 66                | Sergio Samitier (ESP)    | 64e               |
| 67                | Gonzalo Serrano (ESP)    | 11e               |

| Israel Start-Up Nation ISN | Israel Start-Up Nation ISN | Israel Start-Up Nation ISN |
| -------------------------- | -------------------------- | -------------------------- |
| Num                        | Coureur                    | Pos                        |
| 71                         | Sebastian Berwick (AUS)    | 82e                        |
| 72                         | Alexander Cataford (CAN)   | 76e                        |
| 73                         | Alessandro De Marchi (ITA) | AB                         |
| 74                         | Omer Goldstein (ISR)       | AB                         |
| 75                         | Ben Hermans (BEL)          | 29e                        |
| 76                         | Reto Hollenstein (SUI)     | 93e                        |
| 77                         | Guy Niv (ISR)              | AB                         |

| Groupama-FDJ GFC | Groupama-FDJ GFC            | Groupama-FDJ GFC |
| ---------------- | --------------------------- | ---------------- |
| Num              | Coureur                     | Pos              |
| 81               | Alexys Brunel (FRA)         | AB               |
| 82               | Clément Davy (FRA)          | AB               |
| 83               | Matthieu Ladagnous (FRA)    | AB               |
| 84               | Sébastien Reichenbach (SUI) | 98e              |
| 85               | Anthony Roux (FRA)          | 58e              |
| 86               | Romain Seigle (FRA)         | 38e              |
| 87               | Lars van den Berg (NED)     | 77e              |

| EF Education-Nippo EFN | EF Education-Nippo EFN | EF Education-Nippo EFN |
| ---------------------- | ---------------------- | ---------------------- |
| Num                    | Coureur                | Pos                    |
| 91                     | William Barta (USA)    | 68e                    |
| 92                     | Jonathan Caicedo (ECU) | AB                     |
| 93                     | Simon Carr (GBR)       | 15e                    |
| 94                     | Julien El Fares (FRA)  | AB                     |
| 95                     | Ruben Guerreiro (POR)  | 19e                    |
| 96                     | Jens Keukeleire (BEL)  | 80e                    |
| 97                     | Neilson Powless (USA)  | 1er                    |

| Ineos Grenadiers IGD | Ineos Grenadiers IGD   | Ineos Grenadiers IGD |
| -------------------- | ---------------------- | -------------------- |
| Num                  | Coureur                | Pos                  |
| 101                  | Egan Bernal (COL)      | 16e                  |
| 102                  | Andrey Amador (CRC)    | AB                   |
| 103                  | Carlos Rodríguez (ESP) | 54e                  |
| 104                  | Daniel Martínez (COL)  | AB                   |
| 105                  | Gianni Moscon (ITA)    | 9e                   |
| 106                  | Adam Yates (GBR)       | 27e                  |
| 107                  | Salvatore Puccio (ITA) | AB                   |

| TotalEnergies TDE | TotalEnergies TDE        | TotalEnergies TDE |
| ----------------- | ------------------------ | ----------------- |
| Num               | Coureur                  | Pos               |
| 111               | Jérémy Cabot (FRA)       | AB                |
| 112               | Víctor de la Parte (ESP) | 70e               |
| 113               | Valentin Ferron (FRA)    | 94e               |
| 114               | Marlon Gaillard (FRA)    | AB                |
| 115               | Fabien Grellier (FRA)    | AB                |
| 116               | Florian Maitre (FRA)     | AB                |
| 117               | Julien Simon (FRA)       | AB                |

| Bahrain Victorious TBV | Bahrain Victorious TBV      | Bahrain Victorious TBV |
| ---------------------- | --------------------------- | ---------------------- |
| Num                    | Coureur                     | Pos                    |
| 121                    | Santiago Buitrago (COL)     | 71e                    |
| 122                    | Mikel Landa (ESP)           | 34e                    |
| 123                    | Kevin Inkelaar (NED)        | AB                     |
| 124                    | Domen Novak (SLO)           | AB                     |
| 125                    | Mark Padun (UKR)            | 13e                    |
| 126                    | Matej Mohorič (SLO) (route) | 2e                     |
| 127                    | Stephen Williams (GBR)      | 53e                    |

| Qhubeka NextHash TQA | Qhubeka NextHash TQA    | Qhubeka NextHash TQA |
| -------------------- | ----------------------- | -------------------- |
| Num                  | Coureur                 | Pos                  |
| 131                  | Sander Armée (BEL)      | AB                   |
| 132                  | Carlos Barbero (ESP)    | AB                   |
| 133                  | Kilian Frankiny (SUI)   | 87e                  |
| 134                  | Bert-Jan Lindeman (NED) | AB                   |
| 135                  | Robert Power (AUS)      | AB                   |
| 136                  | Dylan Sunderland (AUS)  | AB                   |
| 137                  | Emil Vinjebo (DEN)      | 69e                  |

| BikeExchange BEX | BikeExchange BEX      | BikeExchange BEX |
| ---------------- | --------------------- | ---------------- |
| Num              | Coureur               | Pos              |
| 141              | Andrey Zeits (KAZ)    | 25e              |
| 142              | Kevin Colleoni (ITA)  | 72e              |
| 143              | Tsgabu Grmay (ETH)    | AB               |
| 144              | Mikel Nieve (ESP)     | 52e              |
| 145              | Nick Schultz (AUS)    | 47e              |
| 146              | Robert Stannard (AUS) | 74e              |
| 147              | Simon Yates (GBR)     | 22e              |

| Jumbo-Visma TJV | Jumbo-Visma TJV            | Jumbo-Visma TJV |
| --------------- | -------------------------- | --------------- |
| Num             | Coureur                    | Pos             |
| 151             | Koen Bouwman (NED)         | 56e             |
| 152             | Chris Harper (AUS)         | 100e            |
| 153             | Lennard Hofstede (NED)     | 81e             |
| 154             | Nathan Van Hooydonck (BEL) | 97e             |
| 155             | Sam Oomen (NED)            | 24e             |
| 156             | Antwan Tolhoek (NED)       | 50e             |
| 157             | Jonas Vingegaard (DEN)     | 8e              |

| Cofidis COF | Cofidis COF               | Cofidis COF |
| ----------- | ------------------------- | ----------- |
| Num         | Coureur                   | Pos         |
| 161         | Rubén Fernández (ESP)     | 21e         |
| 162         | Fernando Barceló (ESP)    | 66e         |
| 163         | André Carvalho (POR)      | AB          |
| 164         | Nathan Haas (AUS)         | AB          |
| 165         | José Herrada (ESP)        | 57e         |
| 166         | Natnael Berhane (ERI)     | AB          |
| 167         | Pierre-Luc Périchon (FRA) | 48e         |

| Caja Rural-Seguros RGA CJR | Caja Rural-Seguros RGA CJR | Caja Rural-Seguros RGA CJR |
| -------------------------- | -------------------------- | -------------------------- |
| Num                        | Coureur                    | Pos                        |
| 171                        | Jonathan Lastra (ESP)      | 99e                        |
| 172                        | Julen Amézqueta (ESP)      | 40e                        |
| 173                        | Aritz Bagües (ESP)         | AB                         |
| 174                        | Jon Irisarri (ESP)         | AB                         |
| 175                        | Jokin Murguialday (ESP)    | 96e                        |
| 176                        | Oier Lazkano (ESP)         | 83e                        |
| 177                        | Jon Barrenetxea (ESP)      | AB                         |

| Euskaltel-Euskadi EUS | Euskaltel-Euskadi EUS       | Euskaltel-Euskadi EUS |
| --------------------- | --------------------------- | --------------------- |
| Num                   | Coureur                     | Pos                   |
| 181                   | Mikel Bizkarra (ESP)        | AB                    |
| 182                   | Mikel Iturria (ESP)         | AB                    |
| 183                   | Gotzon Martín (ESP)         | 79e                   |
| 184                   | Joan Bou (ESP)              | AB                    |
| 185                   | Ibai Azurmendi (ESP)        | 67e                   |
| 186                   | Luis Ángel Maté (ESP)       | 84e                   |
| 187                   | Xabier Mikel Azparren (ESP) | AB                    |

| Intermarché-Wanty-Gobert Matériaux IWG | Intermarché-Wanty-Gobert Matériaux IWG | Intermarché-Wanty-Gobert Matériaux IWG |
| -------------------------------------- | -------------------------------------- | -------------------------------------- |
| Num                                    | Coureur                                | Pos                                    |
| 191                                    | Jan Bakelants (BEL)                    | 37e                                    |
| 192                                    | Odd Christian Eiking (NOR)             | 7e                                     |
| 193                                    | Quinten Hermans (BEL)                  | 73e                                    |
| 194                                    | Simone Petilli (ITA)                   | 43e                                    |
| 195                                    | Lorenzo Rota (ITA)                     | 4e                                     |
| 196                                    | Kévin Van Melsen (BEL)                 | AB                                     |
| 197                                    | Jonas Koch (GER)                       | AB                                     |

| Team DSM DSM | Team DSM DSM          | Team DSM DSM |
| ------------ | --------------------- | ------------ |
| Num          | Coureur               | Pos          |
| 201          | Romain Combaud (FRA)  | AB           |
| 202          | Chad Haga (USA)       | AB           |
| 203          | Chris Hamilton (AUS)  | 23e          |
| 204          | Jai Hindley (AUS)     | 26e          |
| 205          | Nicolas Roche (IRL)   | AB           |
| 206          | Kevin Vermaerke (USA) | 90e          |
| 207          | Ilan Van Wilder (BEL) | AB           |

| Burgos-BH BBH | Burgos-BH BBH            | Burgos-BH BBH |
| ------------- | ------------------------ | ------------- |
| Num           | Coureur                  | Pos           |
| 211           | Victor Langellotti (MON) | 85e           |
| 212           | Daniel Navarro (ESP)     | AB            |
| 213           | Willie Smit (RSA)        | AB            |
| 214           | Alex Molenaar (NED)      | AB            |
| 215           | Óscar Cabedo (ESP)       | AB            |
| 216           | Ángel Madrazo (ESP)      | 59e           |
| 217           | Pelayo Sánchez (ESP)     | AB            |

| Lotto-Soudal LTS | Lotto-Soudal LTS         | Lotto-Soudal LTS |
| ---------------- | ------------------------ | ---------------- |
| Num              | Coureur                  | Pos              |
| 221              | Filippo Conca (ITA)      | AB               |
| 222              | Kobe Goossens (BEL)      | 42e              |
| 223              | Stefano Oldani (ITA)     | 36e              |
| 224              | Harry Sweeny (AUS)       | 39e              |
| 225              | Maxim Van Gils (BEL)     | 12e              |
| 226              | Matthew Holmes (GBR)     | AB               |
| 227              | Xandres Vervloesem (BEL) | AB               |

| Arkéa-Samsic ARK | Arkéa-Samsic ARK     | Arkéa-Samsic ARK |
| ---------------- | -------------------- | ---------------- |
| Num              | Coureur              | Pos              |
| 231              | Winner Anacona (COL) | 88e              |
| 232              | Warren Barguil (FRA) | 44e              |
| 233              | Miguel Flórez (COL)  | AB               |
| 234              | Matîs Louvel (FRA)   | AB               |
| 235              | Alan Riou (FRA)      | AB               |
| 236              | Diego Rosa (ITA)     | 86e              |
| 237              | Romain Hardy (FRA)   | 89e              |

| Equipo Kern Pharma EKP | Equipo Kern Pharma EKP   | Equipo Kern Pharma EKP |
| ---------------------- | ------------------------ | ---------------------- |
| Num                    | Coureur                  | Pos                    |
| 241                    | Raúl García Pierna (ESP) | AB                     |
| 242                    | Jon Agirre (ESP)         | 62e                    |
| 243                    | Savva Novikov (RUS)      | AB                     |
| 244                    | Urko Berrade (ESP)       | 45e                    |
| 245                    | Roger Adrià (ESP)        | 41e                    |
| 246                    | Jordi López (ESP)        | AB                     |
| 247                    | José Félix Parra (ESP)   | 63e                    |